# Jacques Davy du Perron
Pour les articles homonymes, voir Perron et Davy.
Jacques Davy du Perron, né à Saint-Lô le 25 novembre 1556 et mort à Paris le 5 septembre 1618, est un prélat, diplomate et poète baroque français.

## Biographie

### Enfance et formation
Il est né à Saint-Lô rue Belle-Croix, d'une famille de la petite noblesse rurale du Cotentin établie à Saint-Aubin-du-Perron, où se trouvait le domaine du Perron. Né d'un père du nom de Julien David ou Davy, qui avait abandonné la médecine, qu’il pratiquait avec succès, pour se faire ministre à sa conversion à la religion protestante, Jacques du Perron est emmené dès son enfance à Berne pour échapper aux persécutions contre les calvinistes.
C’est à son père, un homme de grande science que le jeune Du Perron dut ses premières notions de langue latine et de mathématiques, jusqu’à ce que ses heureuses dispositions naturelles lui permettent de se passer de maître dès l’âge de dix ans. Il apprit seul le grec et l’hébreu. Il était doué d’une telle mémoire qu’il apprenait cent vers de Virgile en une heure. Après avoir fait sa philosophie, il étudia avec ardeur la physique.
Vers 1562, Jacques Davy du Perron revint en France avec son père et sa mère ; mais une nouvelle persécution força bientôt sa famille à chercher refuge à Jersey, d’où elle revint enfin se fixer de nouveau en Normandie. Là, l’amour de l’étude et les progrès dans les sciences de Du Perron ne tardèrent pas à appeler l’attention des hommes les plus considérables sur lui. Il avait à peine vingt ans, qu’il fut présenté par le comte Jacques de Matignon, qui l’avait pris en affection, au roi Henri III, qu’il impressionne par son érudition.

### Conversion
Le sire de Matignon lui fit faire, en outre, la connaissance précieuse de l’abbé Jean Touchard, abbé de Bellozane, ancien précepteur de Charles II de Bourbon, cardinal de Vendôme, ainsi que de l’abbé Desportes, qui lui représenta que tout le mérite qu’il pouvait avoir ne le mènerait à rien, s’il n’embrassait le catholicisme. Ceci le détermina à abjurer la religion protestante. Une lecture assidue, un examen approfondi des Pères, et principalement de saint Thomas et de saint Augustin, le portèrent bientôt vers la théologie ; le Traité de l’Église, par Duplessis-Mornay, vainquit ses derniers scrupules. Renonçant dès lors au calvinisme, dont il confessa que la doctrine lui semblait remplie de mauvaises raisons et de citations fausses, il abjura dans le cours de sa vingt et unième année.
Dès lors tout obstacle à son avancement fut levé : Desportes s’empressa de le présenter au roi, comme un jeune homme qui n'avait point d’égal dans le monde du côté de la science et de l’esprit. Trois mois après, il était lecteur du roi et pourvu d’une pension de deux cents écus. Sa fortune alla désormais croissant : admis, bien que laïque, dans les plus hautes intimités, Du Perron fut appelé, en 1585, à prêcher, devant le roi et ses confrères hiéronimites, au couvent de Vincennes, où il prononça un discours dont le roi accepta la dédicace. La même année, son oraison funèbre de Ronsard, dont il était l’ami et qu’il appelait « le prince des poètes », obtint les applaudissements du plus brillant auditoire. Ces succès le convainquirent de prendre les ordres.
Entré dans les ordres, il fut choisi pour prononcer l’éloge de Marie Stuart, la victime d’Élisabeth Ire d'Angleterre, à laquelle Henri III fit rendre de magnifiques honneurs funèbres, puisqu'elle avait été reine de France (1560-1561). Connaissant la haine du roi[réf. nécessaire] contre Élisabeth, Du Perron, par excès de courtisanerie, crut se mettre plus avant dans sa faveur en composant une satire sur cette mort tragique. Bien que dans les vues du roi, ce passage n’en fut pas moins violemment désapprouvé par lui. Voyant qu’il avait fait une dangereuse faute politique, Du Perron chercha à rattraper en faisant l’éloge de Catherine de Médicis.

### Œuvre politique
À la mort d'Henri III, présenté par Jean Touchard, il entra dans la maison du cardinal Charles de Bourbon, éphémère prétendant de la Ligue, contre le roi ; mais il se rallia à Henri IV, auquel il rédigea, de concert avec ses patrons, une requête dans laquelle il était menacé de défection s’il ne se faisait catholique. La recommandation de Gabrielle d'Estrées acquit à Du Perron la faveur de Henri, qui le promut à l’évêché d’Évreux. Le nouvel évêque d’Évreux avait tellement su s’insinuer dans les bonnes grâces du Béarnais, qu’il était admis jusqu’à son chevet et l’entretenait avec la plus grande familiarité. Cette familiarité allait parfois si loin, que Du Perron, jouant aux échecs avec Henri IV, laissa échapper un vent, et que, sans se démonter, il dit : « Du moins il n’est pas parti sans trompette. » II s’occupa avec insistance de la conversion du roi, et le détermina enfin à se faire instruire dans la religion catholique et reçut sa conversion, qu'il baptisa le 25 juillet 1593 dans la basilique Saint-Denis. C’est également lui qui sollicita et obtint à Rome l’absolution du roi et sollicita la levée de l’interdit lancé contre la France en se prosternant aux pieds du pape et en recevant des coups à la place du roi Henri IV, qu’il représentait.
L’abjuration de Henri IV devait susciter d’implacables animosités entre les pasteurs dissidents. Un ministre calviniste, nommé Rotan, arriva de La Rochelle à Paris, s’offrant à confondre tout docteur catholique sur les matières de religion. Dans la conférence qui fut décidée, c’est Du Perron qui fut opposé au ministre. Le combat s’engagea, le 7 décembre 1595, en présence des principaux seigneurs de la cour. Après sept jours de dispute, Du Perron, sortit victorieux, laissant à son principal adversaire « un grand mal de tête ». Son frère, Jean Davy Du Perron, qui, plus tard, lui succéda à l’archevêché de Sens, et quelques autres, avaient à l’église, devant la chaire, un banc chargé de beaux livres qu’ils ouvraient à la citation des passages, et qu’ils refermaient ensuite avec le plus de bruit possible.
« L’avantage que Du Perron remportait dans toutes les disputes faisait dire aux ministres qu’il pratiqua mieux que personne le secret d’embarrasser exprès son discours de paroles obscures, d’entasser une pile de distinctions en termes philosophiques, et d’y répandre un nuage de poussière, avec un style capricieux et imposteur, lorsqu’il se trouvait empêché et pressé de l’évidence de la vérité. » Ses triomphes lui valurent, de la part de ses adversaires, un grand nombre d’épigrammes :

« Celui qui hautement caquette,
Blâmant notre vocation,
Parlait plus bas sur la sellette,
Lorsqu’il eut son abolition. »

Du Perron se préoccupait fort peu de toutes ces attaques. Tout entier à ses ouvrages de controverse et, aux soins de son diocèse, il semblait avoir oublié les agitations de la cour, lorsqu’il y fut rappelé pour combattre les doctrines de Philippe Duplessis-Mornay, célèbre réformiste qui avait écrit contre la messe et sur l’eucharistie un ouvrage que le prélat d’Évreux avait publiquement déclaré être rempli de citations tronquées. Sur la demande des deux adversaires, la conférence ordonnée par le roi qui eut lieu à Fontainebleau le 4 mai 1600, tourna à la confusion de Duplessis-Mornay. Clément VIII, ayant appris la victoire de Du Perron, lui envoya, le 17 juin 1604, le bonnet de cardinal. Il combat également dans une célèbre conférence les doctrines du calviniste Agrippa d’Aubigné. Il convertit, entre autres, le frère de Jean de Sponde, Henri de Sponde, qui devint évêque de Pamiers.
Quelques mois après, il fut envoyé à Rome comme chargé des affaires de France. À peine était-il arrivé à sa nouvelle destination, que Clément VIII mourut. Au conclave, son esprit remuant, l’autorité de son éloquence, contribuèrent puissamment à l’élection d’Alexandre de Médicis, parent de la reine de France, sous le nom de Léon XI. Celui-ci n’ayant régné que vingt-cinq jours, un nouveau conclave fut convoqué, et la faction française, représentée par Du Perron, y prévalut encore par la nomination de Camille Borghèse, sous le nom de Paul V.
Du Perron fut récompensé de ce double triomphe par une promotion, vers le milieu de l’année 1606, à l’archevêché de Sens pour avoir contribué à rétablir la paix entre le Saint-Siège et les Vénitiens, à la place de grand aumônier et à la dignité de commandeur de l’ordre du Saint-Esprit. Un an plus tard, rien ne le retenant plus à Rome, il revint en France et prit immédiatement possession du siège de Sens. Comme grand aumônier et conseiller de la régence, on lui doit les améliorations apportées au collège royal de France, dont il fit rebâtir l’enceinte après la mort d’Henri IV, qui avait approuvé son plan, et ce fut Louis XIII qui posa la première pierre du nouvel édifice, le 28 août 1610.

### Fin de vie
Après la mort de Henri IV, il joue un rôle actif aux États généraux de 1614, où il soutient les doctrines ultramontaines contre le tiers état. II fit condamner le De ecclesiastica et politica potestate de Richer. Le pape lui en adressa des remerciements.
Du Perron, fatigué des tracasseries continuelles dont il était le sujet, se retira dans sa maison de Bagnolet, où il se prit à controverser avec ses auteurs favoris, Montaigne et Rabelais. Là, Du Perron, qui n’épargnait ni soins ni dépenses pour ses livres, avait fait monter une imprimerie spéciale. Il commençait par un premier tirage destiné à ses amis particuliers, pour qu’ils pussent lui envoyer leurs observations. Après avoir fait son profit de chaque conseil, il livrait au public un second tirage en la dernière forme qu’il avait résolu d’adopter. Il était tout entier à son ouvrage contre le roi de Grande-Bretagne, quand il fut pris d’une rétention d’urine qui détermina son retour à Paris, à l'hôtel de Sens où il mourut, après quinze jours de souffrances. Son corps fut inhumé à Sens dans sa cathédrale,.
L’authenticité des convictions religieuses du cardinal Du Perron a néanmoins été discutée. Tallemant des Réaux a raconté dans ses Historiettes qu’un jour « il fit un discours devant Henri III, pour prouver qu’il y avait un dieu, et après l’avoir fait, il offrit de prouver, par un discours tout contraire, qu’il n’y en avait point. » Ailleurs, il écrit : « Il rapporta la vérole de Rome et en mourut. En mourant, il ne voulut jamais dire autre chose, quand il prit l’hostie, sinon qu’il la prenait comme les Apôtres l’avaient prise. On disait qu’il avait voulu mourir en fourbe, comme il avait vécu. » (édition Antoine Adam, t. I, p. 42)

## Œuvre poétique
Davy du Perron hérite de Ronsard et de Desportes, qui l’introduit à la Cour, et annonce Malherbe. Il se situe entre la poésie maniériste et la poésie classique. Ses images sont souvent baroques et son style est fleuri. Ses œuvres poétiques sont variées : poésie religieuse, érotique, dédicaces, poésie pour le roi, tombeaux et éloges funèbres. Cette diversité s’explique en partie par la chronologie. Par exemple, les poésies d’amour sont écrites avant que Du Perron ne devienne évêque. Il aurait été, en effet, étonnant qu’un religieux écrive des œuvres de ce genre, car ses poèmes avaient pour fonction d’exercer et de montrer uniquement le talent des lettrés. Ensuite seulement viendront les genres plus graves comme les poésies religieuses.

### Œuvres
- L'Évangile de Rome […] G. Cartier, (1600) Texte en ligne
- Apologie pour les pères Jésuites, 1614 Texte en ligne
- Brief discours sur quelques poinct concernans la police de l’Église et de l’État: et particulièrement sur la reception du Concile de Trente & la venalité des offices. Paris (1615)
- Oraison funèbre sur la mort de Monsieur de Ronsard (1586). Réédition : Droz, Genève, 1985.
- Le Cardinal Jacques Davy du Perron : mélanges publiés à l’occasion du IVe centenaire de sa naissance, Saint-Lô, Imp. Jacqueline, 1956.
- Œuvres diverses, Genève, Slatkine Reprints, 1969.
- Recueil des poésies de Monsieur Du Perron, Paris, Actes Sud-Papiers, 1988.

## Armoiries
D'azur, au chevron d'or, acc. de trois harpes du même.,,.